# Phobia (filme)
Phobia (em Portugal: Os Cinco Álibis) é um filme canadense de terror e suspense, realizado por John Huston.

## Sinopse
Um psiquiatra Dr. Peter Ross utiliza técnicas radicais para tratar as fobias dos seus pacientes, que envolve o confronto dos medos através da sua visualização no grande ecrã. O resultado é que cada paciente é levado a cometer actos violentos, e cada um morre vítima da sua maior fobia.